# 嘉義市 (縣轄市)
嘉義市（鄒語：maibayu）為中華民國臺灣省嘉義縣1951年至1982年間轄屬的縣轄市，1951年11月將嘉義縣轄屬新東鎮、新西鎮、新南鎮、新北鎮合併成立。
嘉義市地處嘉南平原北端，西接太保鄉、南連水上鄉、中埔鄉東毗竹崎鄉、番路鄉北與民雄鄉為鄰，北回歸線經過市區附近，主要河川有南面的八掌溪、北面朴子溪，均發源於中央山脈，並形成與嘉義縣之間的天然界線。

## 行政區劃
民國四十二年（1953年）嘉義市調整里鄰規劃，將161個里裁併成105個，之後又有數次調整，在民國六十七年（1978年）時全嘉義市共有104里

## 歷任市長
| 屆次 | 姓名   | 就任時間       | 卸任時間       | 備註             |
| ---- | ------ | -------------- | -------------- | ---------------- |
| 代理 | 陳國喜 | 1950年10月25日 | 1951年10月25日 | 縣民政局長代理   |
| 代理 | 張德水 | 1951年10月25日 | 1952年1月25日  | 縣府主秘代理     |
| 1    | 賴淵平 | 1952年1月25日  | 1954年4月23日  | 民選首任         |
| 2    | 何茂取 | 1954年4月23日  | 1957年4月23日  |                  |
| 3    | 何茂取 | 1957年4月23日  | 1960年4月23日  |                  |
| 4    | 蘇玉衡 | 1960年4月23日  | 1962年9月16日  |                  |
| 代理 | 林金龍 | 1962年9月16日  | 1964年4月23日  | 縣合作室主任代理 |
| 5    | 方輝龍 | 1964年4月23日  | 1968年3月1日   |                  |
| 6    | 許世賢 | 1968年3月1日   | 1972年10月31日 |                  |
| 代理 | 連敏   | 1972年10月31日 | 1973年4月1日   |                  |
| 7    | 阮志聰 | 1973年4月1日   | 1977年12月30日 |                  |
| 8    | 阮志聰 | 1977年12月30日 | 1982年3月1日   |                  |
| 9    | 許世賢 | 1982年3月1日   | 1982年7月1日   | 改聘省轄市長     |

## 外部連結
| 先前機關： 嘉義市 (1945年—1950年) | 嘉義市 1951年－1982年 | 後繼機關： 嘉義市 |